# Zimenquan
Il Pugilato della Scuola del Carattere Scritto (字門拳T, 字门拳S,  zìménquán P,   tzu men ch’uan W) è uno stile di arti marziali cinesi che è classificabile come Nanquan e secondo alcuni appartiene alle Otto Grandi Scuole del Sichuan . 
Per alcune fonti questa scuola proverrebbe dallo Jiangxi e sarebbe anche chiamata Otto Metodi della Scuola del Carattere Scritto (字門八法T, 字门八法S,  zìménbāfǎ P,   tzu men pa faW). Per altri  è considerato uno Stile Interno (Neijia).